# Condado de Hooker
El condado de Hooker (en inglés: Hooker County), fundado en 1883, es un condado del estado estadounidense de Nebraska. En el año 2000 tenía una población de 783 habitantes con una densidad de población de 0,39 personas por km². La sede del condado es Mullen.

## Geografía
Según la oficina del censo el condado tiene una superficie total de 1870 km² (722 mi²), de los que 1867 km² (720,8 mi²) son tierra y 3 km² (1,2 mi²) (0.05%) son agua.

### Condados adyacentes
- Condado de Cherry - norte
- Condado de Thomas - este
- Condado de McPherson - sur
- Condado de Arthur - suroeste
- Condado de Grant - oeste

## Demografía
Según el 2000 la renta per cápita media de los habitantes del condado era de 27.868 dólares y el ingreso medio de una familia era de 35.114 dólares. En el año 2000 los hombres tenían unos ingresos anuales 25.234 dólares frente a los 16.250 dólares que percibían las mujeres. El ingreso por habitante era de 15.513 dólares y alrededor de un 6,90% de la población estaba bajo el umbral de pobreza nacional.

## Ciudades y pueblos
La principal ciudad es Mullen aunque también existe Dunwell.